# Linux Foundation
Linux Foundation（リナックスファウンデーション、略称：LF）は、2000年に設立された非営利の技術コンソーシアムである。2007年1月21日、Linuxを標準化し、成長をサポートし、商用利用を促進するために、Open Source Development LabsとFree Standards Groupが合併することが公式発表され、Linux Foundationが発足した。組織としての目的は「クローズドなプラットフォームと対抗するための様々なサービスを提供することでLinuxの成長を促進する」ことである。Linux Foundationは、オープンソースソフトウェアプロジェクトのホストや共同開発を促進するための活動も行っている。
Linux Foundationは、Open Source Development Labs（OSDL）の元で2000年に始まり、OSDLがFree Standards Group（FSG）と合併したときに現在のように組織された。Linux Foundationは、Linuxの作者のLinus Torvaldsや、リードメンテナのグレッグ・クロー＝ハートマンの仕事のスポンサーとなっており、AT&T、Cisco、Facebook、Fujitsu、Google、Hitachi、Huawei、IBM、Intel、Microsoft、NEC、Oracle、Orange S.A.、Qualcomm、Samsung, Tencent、VMware、そして、世界中の開発者から支援を受けている。
近年では、Linux Foundationは、イベント、トレーニング、認定資格、オープンソースプロジェクトの支援など、サポートプログラムを拡大している。Linux Foundationがホストしているプロジェクトには、Linuxカーネルプロジェクト、Kubernetes、Automotive Grade Linux、Open_Network_Automation_Platform（ONAP）、Hyperledger、Cloud Native Computing Foundation、Cloud Foundry Foundation、Xen Projectなど、多数のプロジェクトがある。

## 目的
Linux Foundationの目的は、オープンソースプロジェクトに関わる持続的なエコシステムを構築し、技術の発展や商業的な活用を促進することである。Linuxの作者Linus TorvaldsとLinuxのリードメンテナGreg Kroah-Hartmanのホームでもあり、Linuxカーネル開発を守り、長年の発展を促進するための中立性をもたらすために作られた。
イノベーションを促進するために、Linux技術コミュニティやソフトウェア開発者、ソフトウェア産業、エンドユーザーが協力するイベントのホストも行っており、Linuxやオープンソースが直面する問題解決の手助けを行っている。
Linux Foundationは、年間イベントでの技術情報の提供や教育を通して、Linuxコミュニティを支援もしている。支援しているイベントには、Open Source Leadership Summit、Linuxカーネルサミット、Open Source Summit（旧称：LinuxCon、2009年9月に始まった)。がある。開発者旅行支援（developer travel fund）も行っている。

## 取り組み
Linux Foundationは、以下のようなさまざまな取り組みを行っている。

### Community Data License Agreement（CDLA）
Community Data License Agreement（CDLA）は、2017年10月に発表された、データ共有のための法的な枠組みである。2種類のCDLA初期ライセンスが存在する。
- CDLA-Sharing licenseは、データライセンスにおけるコピーレフトの原則を具体化するために設計された。下流のデータの享受者がデータの使用・変更ができることを保証し、データに加えた変更を公開する義務を与える条項が規定されている。
- CDLA-Permissive agreementは、パーミッシブなオープンソースライセンスと類似しており、データの公開者は、誰でも使用や変更ができ、公開の義務なくデータに変更や修正を加えることができるようになる。

### Linux.com
2009年3月3日、Linux Foundationは、Linux.comの管理を、前所有者のSourceForge, Incから引き継ぐことを発表した。

### Linux Foundation Public Health (LFPH)
2020年のCOVID-19パンデミックの最中、GoogleとApple、および2社が開発したBluetooth通知システムにより先導されるウィルスの接触追跡アプリを発展させ、サポートするためのプログラムとして、Linux FoundationはLFPHを発表した。LFPHは、公共衛生アプリケーションが活動の中心となっており、最初の取り組みとして、プライバシー重視の公開通知ネットワークを立ち上げたい政府向けの通知アプリがある。LFPHのリードは、Cloud Native Computing Foundationの前Executive Director であるDan Kohnが務めているコアメンバーには、Tencent、Cisco、IBMがいる。

### トレーニングと認定資格
Linux Foundationトレーニングプログラムは、Linux開発者やオープンソースコミュニティから直接、インストラクターやコンテンツを取り上げている。

### Patent Commons Project
patent commonsは、オープンソースコミュニティで利用できるようにされた、特許を持つすべてのソフトウェアから構成される。コモンズに含まれると見做されるソフトウェアに対しては、特許の所有者は、特許を持つコードの利用に制限を加える場合はあっても、開発者を特許侵害により訴えないことを保証しなければならない。この概念は、Red Hatが2001年にPatent Promiseを公開したときに初めて具体化された。
2015年現在、プロジェクトには53の特許が含まれている。

## Linux Foundation Projects
Linux Foundation Projects（旧称："Collaborative Projects"）は、産業界とエコシステムでのイノベーションを促進するために、開発者たちのコラボレーションを促しているソフトウェアに対して、独立した資金提供を行っている。500以上の企業と数千人の開発者らが、これらのオープンソース・ソフトウェアプロジェクトにコントリビュートしている。
2015年9月時点で、Linux Foundation Projectsのソースコードの総行数は115,013,302行に達した。推定では、これらのプロジェクトでの共同開発に必要な労力は、41,192.25人月におよび、1,356人の開発者が30年開発を行った場合に相当する。推定時点で、Linux Foundation Projectsの開発コストに対する経済的な総価値は、約50億ドルであると推定されている。オープンソースプロジェクトに対する継続的な投資とホストされるプロジェクトの拡大により、2017年9月までに推定156億ドルまで増加している。
Linux Foundation Projectsに含まれるプロジェクトには以下のようなプロジェクトが存在する（アルファベット順）。
- AllJoyn
- Automotive Grade Linux
- Carrier Grade Linux
- CD Foundation
- Cloud Foundry
- Cloud Native Computing Foundation
- CHAOSS
- Code Aurora Forum
- CORD
- Core Embedded Linux Project
- Core Infrastructure Initiative
- Delta Lake
- DiaMon Workgroup
- DPDK
- Dronecode
- EdgeX Foundry
- ELISA
- FD.io
- FinOps Foundation
- Fossology
- FRRouting
- GraphQL Foundation
- Hyperledger
- IO Visor
- IoTivity
- JanusGraph
- JS Foundation
- Kinetic Open Storage Project
- Laminas Project
- Linux Standard Base
- Long Term Support Initiative
- MLflow
- Node.js Foundation
- ODPi
- ONOS
- OpenAPI Specification
- OpenBMC
- OpenChain Project
- Open Container Initiative
- OpenDaylight
- OpenJS Foundation
- Open Mainframe Project
- OpenMAMA
- OpenMessaging
- OpenPrinting
- OpenSDS
- Open vSwitch
- ONAP
- OPNFV
- PNDA
- R Consortium
- Real-Time Linux
- RethinkDB
- RISC-V Foundation
- Software Package Data Exchange (SPDX)
- SNAS.io
- Tizen
- TODO
- Xen Project
- Yocto Project
- Zephyr Project

## OpenPrintingワークグループ
LinuxPrinting.orgは、Linuxにおける印刷関連の文書やソフトウェアサポートを提供するWebサイトであった。2006年、これがFree Standards Groupの一部となった。現在では、リナックスファウンデーションの一部となり、名称もOpenPrintingワークグループと変更されている。
この部門は、ベンダー各社の発売したプリンターに関するデータベースを保持している。各プリンタのLinuxサポート状況や使用した際の印刷の質などの情報を収集している。また、CUPSでプラグインとして使えるfoomaticスクリプトも開発している。

## アクセシビリティ ワークグループ
IAccessible2インターフェースなど、障害を持つ人々が、LinuxやLinuxベース・アプリケーションをアクセス可能にするための標準である。